# Věra Ledererová
Věra Ledererová (geb. am 25. März 1912 in Prag; gest. am 1. Juli 1943 in Berlin) war eine Agentin des Militärischen Nachrichtendienstes in der Tschechoslowakei während der Ersten Tschechoslowakischen Republik und wurde für diese Tätigkeit vom deutschen NS-Regime zum Tode verurteilt und hingerichtet.

## Leben
Vera wurde in einer jüdischen Familie in Prag geboren, ihre Eltern waren Ernst Lederer (1881) und Elsa Ledererová geborene Poláková (1886–1942). Sie hatte einen jüngeren Bruder, František Lederer, der am 20. Mai 1914 geboren wurde. Vera absolvierte eine Handelsschule und arbeitete anschließend als Stenografin. Ab 1932 arbeitete sie in Prag in der jüdischen Anwaltskanzlei von Dr. Stein.
Im Sommer 1936 wurde sie Mitarbeiterin des tschechoslowakischen militärischen Nachrichtendienstes und schickte sechs Monate lang Kopien von Gerichtsdokumenten des Rechtsanwalts Dr. Josef Lösch, der 1933 Geschäftspartner des Kanzleibesitzers Dr. Stein wurde und als Vertrauter der deutschen Botschaft in Prag und des deutschen Nachrichtendienstes fungierte und unter anderem Mandanten verteidigte, die der Militärspionage für das Deutsche Reich beschuldigt wurden.
Nach der deutschen Besetzung Böhmens und Mährens wurde sie am 24. September 1941 verhaftet und am 3. März 1943 in Berlin vor dem Volksgerichtshof wegen „landesverräterischer Ausspähung“ zum Tode verurteilt.
Am 1. Juli 1943 um 19:36 Uhr wurde sie im Alter von 31 Jahren in Berlin im Strafgefängnis Plötzensee durch Enthauptung mit der Guillotine hingerichtet.
Ihre Mutter und ihr Bruder wurden zuvor bereits am 10. Juni 1942 mit dem Transport AAh aus Prag deportiert, das Ziel des Transportes war Ujazdów in Polen, wo sich ein Arbeitslager des Vernichtungslagers Sobibor befand. Für Elsa Ledererová ist kein Todesort und Todesdatum bekannt, František Lederer wurde am 4. August 1942 im Vernichtungslager Majdanek ermordet.
In einigen Quellen wird fälschlicherweise angenommen, dass Věra Ledererová am 1. Juli im Vernichtungslager Auschwitz ermordet worden ist. In der Datenbank der Namen der Holocaustopfer bei Yad Vashem ist sie nicht zu finden. Da sie zwischen 1933 und 1945 keinen freiwillig gewählten Wohnsitz im Deutschen Reich in den Grenzen vom 31. Dezember 1937 innehatte, wird sie vom Bundesarchiv nicht im Gedenkbuch – Opfer der Verfolgung der Juden unter der nationalsozialistischen Gewaltherrschaft 1933–1945 gelistet.  In der „Liste der jüdischen Einwohner im Deutschen Reich 1933–1945“ (kurz: „Residentenliste“) hat sie zwar einen Personen-Eintrag, doch ihre Schicksalskennung lautet "kein Resident".